# Freigeweht
Freigeweht ist ein Musikalbum von Rainer Brüninghaus. Die im August 1980 im Talent Studio in Oslo entstandenen Aufnahmen, die Jan Erik Kongshaug als Tontechniker verantwortete, erschienen im März 1981 auf ECM Records.

## Hintergrund
Freigeweht war die Debütaufnahme des Keyboarders Rainer Brüninghaus als Bandleader; in seinem Quartett spielten Brynjar Hoff, zu dieser Zeit Solo-Oboist des Oslo Symphony Orchestra – sowohl an der Oboe als auch am Englischhorn, außerdem Kenny Wheeler (Flügelhorn) und Jon Christensen am Schlagzeug.

## Titelliste
- Rainer Brüninghaus – Freigeweht (ECM Records ECM 1187, ECM Records – 2301 187)[1]

1. Stufen 8:25
2. Spielraum 5:59
3. Radspuren 10:48
4. Die Flüsse hinauf 8:32
5. Täuschung der Luft 4:16
6. Freigeweht 12:17

Die Kompositionen stammen von Rainer Brüninghaus.

## Rezeption
Freigeweht sei ein [oft] übersehener Schatz, der in vielerlei Hinsicht bemerkenswert sei, nicht zuletzt, da Kenny Wheeler Teil dieses faszinierenden Quartetts gewesen sei, meinte Phil Johnson (UK Jazz News). Die kontrastierenden Klangfarben von Holz- und Blechbläsern würden in der relativ kurzen Zeit, in der die Instrumente zusammen gespielt würden, für interessante harmonische Variationen sorgen, aber als Solisten zeichneten sich sowohl Wheeler als auch Hoff wirklich aus. Kenny Wheeler sei absolut Feuer und Flamme, insbesondere seine Soli in „Spielraum“ und „Die Flüsse hinauf“ seien von so hohem Niveau, dass sie selbst aus dem herausragenden Rahmen seines beeindruckenden Schaffens hervorstechen würden. Er spiele durchgehend Flügelhorn und die Darbietungen seien gespickt mit offensichtlichen Wheeler-Ismen in seinem unverkennbarsten Stil.
Ein weiterer wirklich interessanter Punkt sei die Art und Weise, wie das Album in seinem Fluss aus sich wiederholenden Motiven und pulsierenden Rhythmen den aktuellen Einfluss des Minimalismus und dessen, was damals oft als Systemmusik bezeichnet wurde, widerspiegle, so Johnson weiter. Wie bei anderen eher übersehenen ECM-Titeln der Achtzigerjahre wie Art Lande und Mark Ishams „We Begin“ aus dem Jahr 1987 gebe es ein sehr an Steve Reich erinnerndes Motiv mit überlagerten Mustern und einer fast Motorik-artigen rhythmischen Betonung. Hier würde sich das wunderbar geschmeidige und unbestimmte Schlagzeugspiel von Jon Christensen mit seiner perfekten Taktung verbinden, um die gleichmäßigen Metronomsysteme der Brüninghaus-Synthesizer, die manuell ausgeführt werden und nicht digital sequenziert werden, wie es später der Fall sein sollte, gleichzeitig zu verstärken und gleichzeitig Normen aufzubrechen. Dennoch kann man in einigen der hier mit Synthesizern verwaschenen Voicings den vorwegnehmenden Geist dessen erkennen, was zu einem Vorbild der frühen Pop-Elektronik werden sollte. Als Komponist (und eher als inspirierter Pianist als als Keyboarder) glänze hier Brüninghaus wirklich.